# Carhué

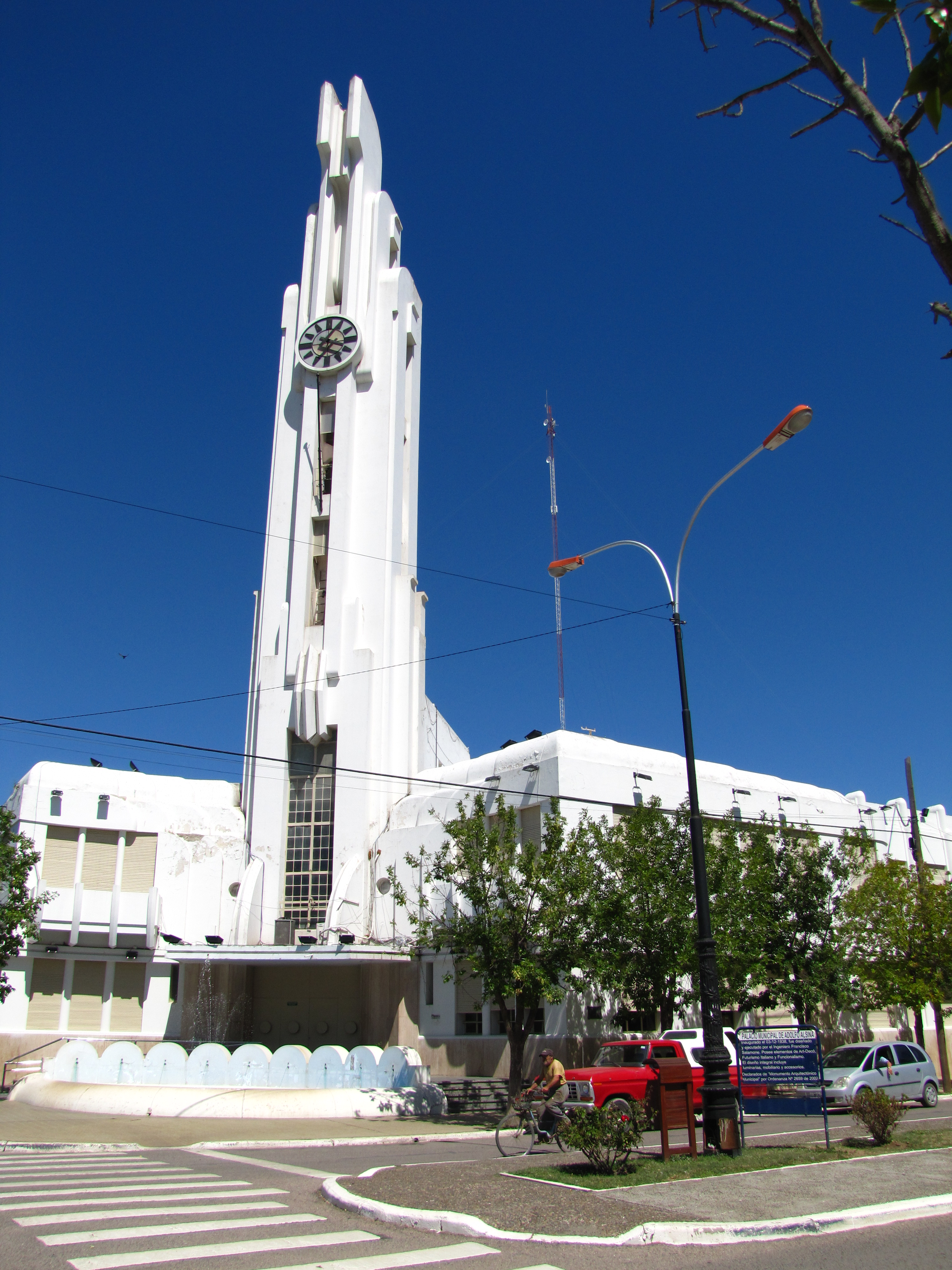
Palacio Municipal (gemeentehuis) van Carhué en de partido Adolfo Alsina

Carhué is een plaats in het Argentijnse bestuurlijke gebied Adolfo Alsina in de provincie Buenos Aires. De plaats telt 16.245 inwoners.